# Rhabdomastix austrocaledoniensis
Rhabdomastix austrocaledoniensis är en tvåvingeart som beskrevs av Alexander 1948. Rhabdomastix austrocaledoniensis ingår i släktet Rhabdomastix och familjen småharkrankar. Inga underarter finns listade i Catalogue of Life.